# 岳物語

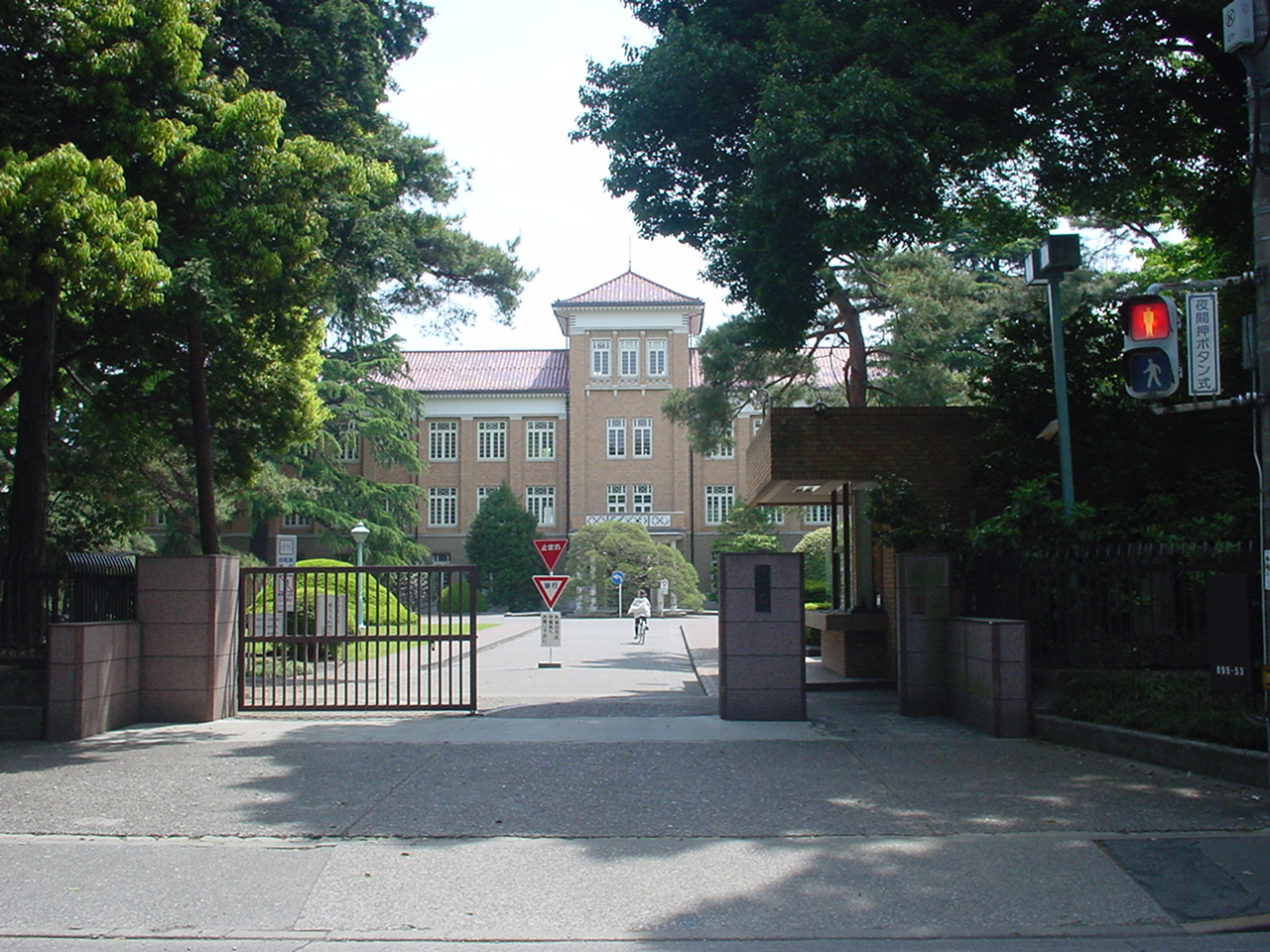
本作の主な舞台は東京都小平市である。写真は当時椎名の自宅があった津田町の津田塾大学。

『岳物語』（がくものがたり）は、椎名誠による日本の私小説。1985年、集英社刊。続編『続 岳物語』は1986年、同社刊。椎名の長男・岳を作品のモデルとして、保育園から小学校6年間を経て中学校入学までの家族生活や、次第に訪れる岳の反抗期とそれを通じた自立・成長の姿を、父親である椎名自身の視点から描く。椎名の私小説路線の第一作であり、代表作の1つと評価される。本項目では、正・続の2冊を改稿を加えた上で1冊に再編した『定本 岳物語』（1998年）についても併せて解説する。

## 作品概要・執筆背景

### 『岳物語』
1985年5月、集英社刊行。「きんもくせい」「アゲハチョウ」「インドのラッパ」「タンポポ」「ムロアジ大作戦」「鷲と豚」「三十年」「ハゼ釣り」「二日間のプレゼント」の9編を収録。文庫版は集英社文庫から1989年9月刊行、文庫版解説は斎藤茂太。挿絵は単行本・文庫版ともに沢野ひとし。また英語版も刊行されており、『Gaku Stories』（1991年、講談社英語文庫）『My boy』（1992年、講談社インターナショナル）の2タイトルが存在する。
各短編は集英社『青春と読書』1983年11月号 - 1985年4月号に掲載。最初から『岳物語』としての連載だったわけではなく、椎名が同誌に毎号30枚の短編小説を書くという企画に対して、初回に息子の岳を主人公にした初の私小説「きんもくせい」を発表したところ、編集者の好評を得て、岳と家族をテーマとした私小説としてシリーズ化されたものである。『岳物語』のタイトルは9つの短編をまとめて単行本化する際に付されたものであり、表題作は存在しない。
本作の主人公である椎名の長男・岳は1973年7月生まれ、椎名が29歳の時の子である。当時の椎名は流通・小売系の出版社デパートニューズ社（後のストアーズ社）に編集者として勤務していた。同社在籍中には処女出版となる『クレジットとキャッシュレス社会』（1979年、教育社）ほか、複数の流通・小売系の専門書を上梓している。サラリーマン生活の一方、1976年には目黒考二らと『本の雑誌』の刊行を開始し、キャンピング集団「東ケト会」の企画など、後の作家生活の下地となる活動を展開しつつあった。1979年、『本の雑誌』誌上に掲載した『さらば国分寺書店のオババ』（情報センター出版局）が初のエッセイ集として単行本化。1980年3月には東ケト会の活動を描いた第2集エッセイ『わしらは怪しい探検隊』（北宋社）を発表し、後にシリーズ化される。同年12月には椎名はストアーズ社を退職し、フリーの作家生活に入った。
岳が生まれ育った時期はこのように、椎名が「サラリーマンから転がるようにモノカキに転身」し、「三十代の新米親父と作家デビューの時代が重なって」いたと語る、家族生活においても仕事上でも大きな転換期であった。そうした折に連載小説の題材に困り、いたずら盛りの息子の行動をそのまま文章にしていれば作品が出来上がると考えて、家族の風景を書き始めたのが作品誕生の契機であった。
なお、岳の姉で椎名の長女である渡辺葉は、本作中には全く登場しない。これに関して椎名は、「きんもくせい」「アゲハチョウ」と1・2作目に姉を登場させる機会がなかったうちに家族テーマの連載の運びとなり、突然姉を登場させづらくなってしまったという理由と、父が家族を題材に小説を書くと知った葉が早くから「自分のことを書いたらだめだからね」と言っていたという理由を挙げている。

### 『続 岳物語』
1986年7月、集英社刊行。「あかるい春です」「少年の五月」「盗聴作戦」「ガク物語」「ヨコチンの謎」「チャンピオン・ベルト」「冬の椿」「オバケ波」「骨と節分」「闇の匂い」「出発」の11編を収録。文庫版は集英社文庫から1989年11月刊行、文庫版解説は野田知佑。挿絵は単行本・文庫版ともに沢野ひとし。
各短編は『青春と読書』1985年5月号 - 1986年6月号に掲載。岳のエピソードは小学校高学年の出来事が中心となり、親への反抗と自立、父から離れて対等な一人の男へと成長していく過程が描かれ、中学校入学祝いの餃子パーティーと入学式の日を描いた「出発」で物語は幕を閉じる。

### 『定本 岳物語』
1998年8月、集英社刊行。『岳物語』『続 岳物語』の2冊を再編して1冊にまとめた書籍。再編に当たって、家族に余り関係のないエピソードであった「インドのラッパ」「冬の椿」の2編が削除され、全編に亘って椎名が改稿を行っている。また、作品のモデルとなった渡辺岳自身が、初めて自分の目から見た家族生活や、父の小説のモデルとされた事、「作家の息子」に対する周囲の反応などへの所感を綴ったエッセイ「「岳物語」と僕」を寄せている。

## あらすじ

### 『岳物語』
東京都小平市に家を構えるよろず雑文書きの「私」と、保育園に勤める妻との間に生まれた息子は、両親の登山好きから「岳」と名付けられた。岳は保育園児の頃から、好奇心から友達と近所のサツマイモ畑を根こそぎ掘ってしまうなど、何かと事件を巻き起こす。読み書き英会話と就学前から教育にかまびすしい地域の中で、私たち夫婦はあえて習い事の類を一切させずに岳を小学校に入学させた。岳は自由闊達に育ち、小学4年生にしてバレンタインデーに3人の同級生からチョコレートをもらう程の人気者となった。一方、学校の勉強はからきしで、上級生にもケンカで挑みかかり、乱暴者の問題児と教師たちから煙たがられて私や妻が学校に呼び出されることもしばしばであった。
4年生の時、私の友人である野田さんの家がある亀山湖に初めて連れていかれた岳は、そこで釣りを教わって以来、それまで見せたこともない集中力で釣りにのめり込んでいく。私が冗談で「多摩川でナマズを釣ってきてくれよ」と声をかけた時には、自分で仕掛けを調べ本当にナマズを釣ってきて私を驚かせた。5年生の夏休み、岳は両親から離れ野田さんと釧路川のカヌー下りに出発した。岳の不在の間、私は朧げな自身の少年時代の記憶を思い出していた。世田谷の家を引き払って各地を転々とし、異母兄弟が何人もいた子供心にも訳ありと分かる家庭。私が鉄棒から落ちて頭を縫うケガを負っても駆けつけず、そして小学6年の時に死んだ父。釧路川から帰って来た岳の伸びた髪を風呂場で散髪しながら、私は父が死んで30年になること、その30年とはそのまま私と岳との歳の隔たりでもあることを考えていた。
岳が5年生の冬。昨年に引き続き取材旅行のため正月に家を空けてしまうことになった私は、スケジュールの合間を縫って、岳に東伊豆の稲取への一泊二日の釣り旅行をプレゼントする。旅先の岳は、釣具店の店主と私にはまるで分からない専門的な語で仕掛けや餌の話をし、見たこともない道具を使って見事にカサゴを釣り上げ、彼が私の知らない世界へと突き進んでいることを感じさせた。それから1か月。私は酷寒のイルクーツクから、久しぶりに家に電話をかけた。雑音混じりの途切れがちな回線の中で、岳から鴨川に釣りに出かけて海に転落した話を聞き、私は激しく動揺して問いただすものの、私の慌てぶりとは裏腹に岳の声はのんびりとしたものだった。やがて回線の不調で無情にも電話が切れてしまい、諦めて受話器をおいた私はため息をひとつつき、一人くつくつと笑うのだった。

### 『続 岳物語』
2か月間のシベリアの旅から帰国しぼんやりした気分の中、パーティーに出席した私は友人の沢野ひとしから、「椎名は少し息子に構いすぎだ、子どもはやがて必ず親からきっぱりと離れていくのだから、いつまでも子どもと気持ちをぴったり通わせようとしているとショックが大きい」と冗談とも忠告ともつかない言葉をかけられる。その通り、6年生になる岳は釣りやカヌーの腕前で完全に私を凌駕し、小学校からの帰宅後には小食として自分でラーメンなどを調理し、トレパンの破れも自分で繕うようになっていた。そして、毎夜シーナ家の客間で繰り広げられる、プロレスごっこと呼ぶには余りに激しい「男の闘い」においても、ついに岳は肩車のような技で私を宙に浮かせ、投げ飛ばしてみせるまでに成長していた。
この前後から、岳の親離れの兆候は様々な場面で表れるようになった。小6の最後の運動会を岳に黙って見に行った両親に対して怒り、夏休みに私や野田さんらと共に川下りに行った十勝川では、私よりも同級生のトッタン・ミッタン兄弟と行動を共にし、保育園児の頃からの習慣だった自宅の風呂場での散髪も断るようになった。そして、数か月に一度のペースで雑多に散らかった自室の古い雑誌や低学年のころのおもちゃを突如として大量に処分するのだった。私はこの片づけを“子供の脱皮”のようなものと考えていた。
岳の小学生最後の冬は、私にとって辛い出来事が続いた。シベリア横断旅行のリーダーだった星見利夫さんが壮絶な闘病の末に癌で亡くなり、私は小さな骨になってしまった父親を前に涙をぼろぼろとこぼす小6の娘さんの姿に耐えられず、ついに星見さんの骨を拾って骨壺に納めてやれなかった。高校時代の友人で東京オリンピックのボクシング代表にまでなった吉野の失踪と殺害の噂、そして義母の脳血栓。重苦しい日々の中で、私は小6で自分の父が病死したとき、父の骨を見たのだろうかと思い出そうとしたが、葬儀の前後のことは思い出せても、肝心なことは何も記憶していなかった。岳を中学校の制服の採寸に洋品店に連れていった日、着慣れない詰襟を羽織る岳を眺めながら、父も私が中学校の制服を着るのを見届けたかっただろうか、という考えがふと頭をよぎるのだった。
小学生最後の春休み、岳はトッタン・ミッタンら6人の友人と亀山湖で一週間の魚釣り合宿を計画した。私には絶対について来るなと言い、野田さんの手すら借りずに、彼らは全て自分たちでその合宿をやり遂げてみせた。中学校入学直前、野田さん達を自宅に招いての餃子パーティーがあり、桜の花が舞う中で岳の入学式の日を迎えた。少年岳と私のひとつの優しい時代が終わり、これからの彼が自分の世界を歩んでいくことを私は感じていた。

## 風呂場の散髪
『続 岳物語』中の一編「ヨコチンの謎」の一部は、「風呂場の散髪」（「ふろ場の散髪」）の題名で、学校図書刊行の中学1年生国語科用文部科学省検定済教科書に採用された。保育園児の頃から約8年間、岳の髪が伸びたタイミングを見計らって父の椎名が声をかけ、自宅の風呂場でバリカンを使って岳の散髪を行っていた習慣に、大きな変化が訪れた際のエピソードを描いている。なお、教科書収録に当たっては原作から一部表現の変更や、場面の削除（散髪に素直に応じていた頃の岳が、髪を切られながらABCの歌の替え歌を歌う場面など）といった編集が行われている。椎名はこの替え歌の削除について、「子供が本当に生き生きしている様子を描写しようとしてもそういうのは大人の誰かが大人の良識のもとに消してしまうのである」「ある一時期子供が一番無邪気に笑いとばしているこの種のコトバのいったいどこがどうしていけないのだろうか」と批判した。

### あらすじ（風呂場の散髪）
岳が日増しに大人びてきた小学6年生の7月。シベリアでの取材旅行を終えて帰宅した私は、すっかり岳の髪が伸びているのを見て散髪を提案するが、今まで素直に応じていた岳が「まだいいよ」とそれを断る。さらに夏休みに入るころになっても、なおも散髪に応じない岳に痺れを切らした私は、半ば強引に岳を風呂場に連れて行く。しかし、そこでも岳はシャツを脱ごうとせず、構わずバリカンを入れようとする父の手をつかみ、父の裁量で自分の髪を切られることの不合理を、上手く言葉で表現できないながらも涙を流して真剣に訴えた。父子の話し合いで、今後は風呂場での散髪をやめ、岳が自分のタイミングで床屋に行くことを決めた。その夜、私はこの出来事を妻に話し「だんだん反抗的になってきているよ」と嘆いたが、妻にそれは反抗ではなく岳が自立期にきているのだと諭され、そういうことなのかもしれないと納得するのだった。

## 主な登場人物

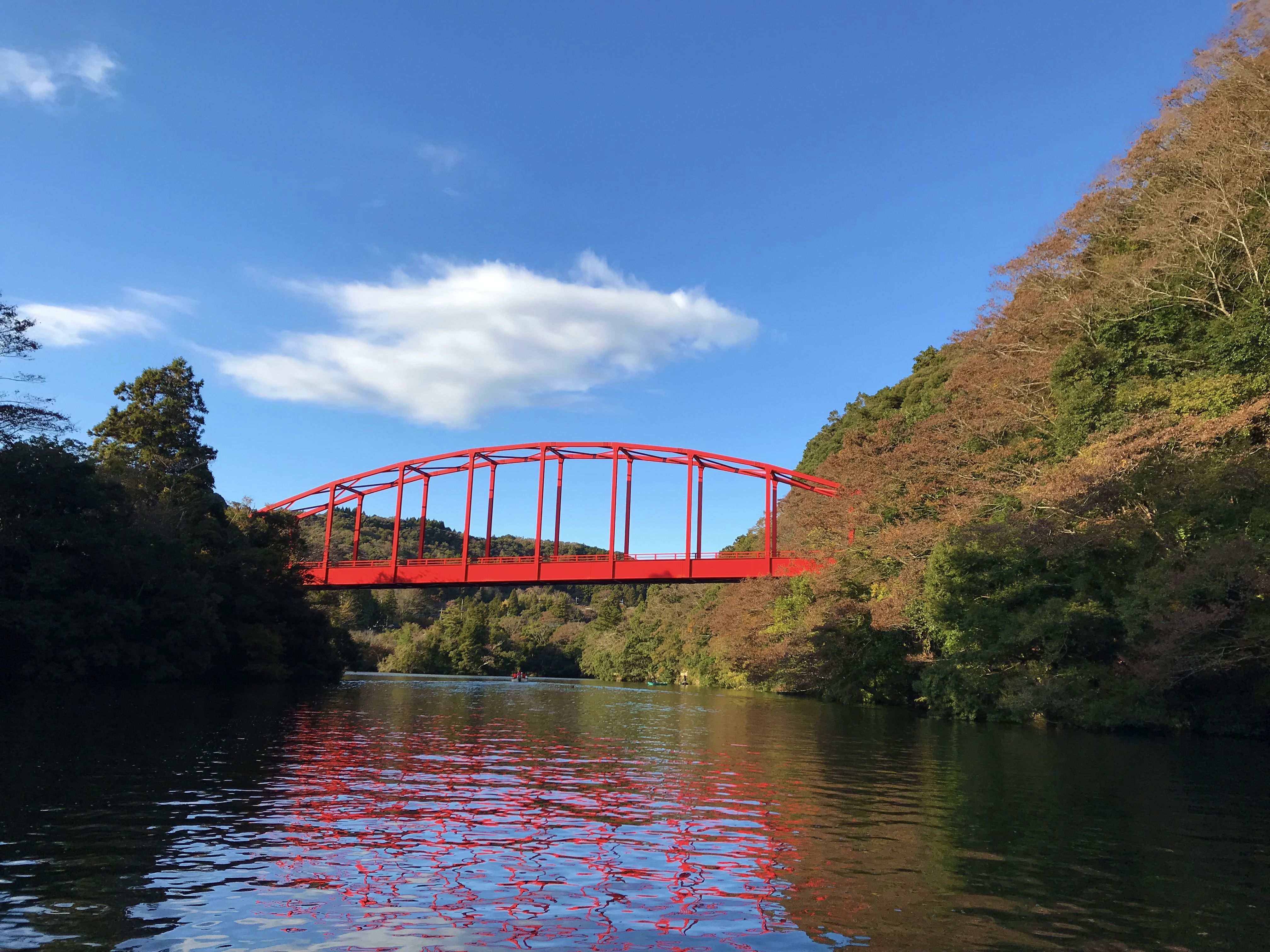
「あかるい春です」ほか複数の作品に登場する亀山湖。近隣に野田知佑宅があり、岳はこの地に通って多くのことを学んだ。

ここでは、語り手である「私」とその家族、及び『岳物語』単行本冒頭で触れられる野田知佑のみを挙げる。椎名誠は妻の渡辺一枝との結婚に際して妻の姓に入り、本名は渡辺姓であるが、作中では主に「シーナ家」と表現される。先述の通り、渡辺家の長女で岳の姉である渡辺葉は、本作には登場しない。
岳
椎名誠の第2子で長男の渡辺岳がモデル。ただし、作中では姉の存在について言及がなく、一人っ子であるかのように描かれる。両親ともに登山好きであったために岳と名付けられた。第1作「きんもくせい」の中では保育園児で、作中を通じて小学校6年間と中学校入学までの成長が語られる。
父やその友人達によって幼少期から様々な冒険に連れ出され、自宅では父と激しいプロレスごっこに興じてきたため、同学年の子どもと比して高い体力を有し、自由奔放な性格に育っている。地元の少年サッカークラブにも通うほか、小学校中学年からは釣りにのめり込み、父や野田さんの腕前をあっという間に追い越してしまった。
一方、小学校の勉強にはほとんど興味を示さず（両親ともそれを一切咎め立てしていない）、腕っぷしも強いため、学校ではトラブルの多い問題児扱いされることもしばしばである。小学校高学年になるにつれ、今まで無条件に懐き従っていた父親に対しても不器用に自分の意見を表明しようとする場面が増え、両親からの自立に向かって成長していく。
私
作者の椎名誠自身がモデル。本作は父親である「私」の視点から描かれる。東京都小平市に自宅を構える一家の長。
物語の冒頭では「あまり稼ぎのよくないよろず雑文書き」と自称しているが、やがて作家・随筆家・雑誌編集者として多忙となり、取材旅行などにより自宅を空けることが多くなる。そうした事情もあって、長男の岳の教育は基本的に自由放任主義であるが、旅先のパタゴニアで現地の材料をかき集めて岳のために「パタゴニアチャンピオンベルト」を自作するなど、息子を想い、家にいる時間は最大限の触れ合いを持つよう努めている。
その背景には、自身が小学6年生で父を病で亡くし、厳格だった父との間に親しい思い出を残せなかった経験がある。小学校高学年に差し掛かるにつれ次第に無邪気に父に従うだけではなくなっていく岳の変化や反抗を、自立と成長の過程と理解しつつも頭を悩ませる。息子に対する強引で横暴な態度をしばしば妻や友人にたしなめられて反省するなど、子を通じて父自身も成長していく。
妻
椎名誠の妻・渡辺一枝がモデル。岳が通ったのとは別の保育園に勤める保母。椎名の友人である木村晋介の高校の同級生で、木村が仲人役となってふたりは結婚した。家を留守にしがちな夫を支え、夫と共に「自分で出来ることは自分でやるように」と言い聞かせて岳の教育に当たっている。
野田さん
カヌーイストの野田知佑がモデル。椎名とは、自身の海外渡航の際に大切な愛犬のガクを預けるなど、深い親交を結んでいる。その息子の岳からも、もう一人の父にして親友のように尊敬されており、足繁く亀山湖湖畔の野田宅に通う岳に釣りやカヌーを教え、両親から預かって釧路川の川下りに同行させるなど、彼の人格形成に大きな影響を与えた人物である。『岳物語』単行本冒頭には「私の恩師であり私の息子岳の親友である野田知佑氏に」という一文が添えられている。
ガク
野田知佑の飼い犬。世界中を冒険のため飛び回っている野田から時折椎名が預かっている。シェパードのオスと柴犬のメスの間に生まれた。まだ仔犬の頃に野田に引き取られてカヌー犬として育てられ、脚の太い強靭な体格と人懐こい性格を兼ね備えた犬に成長している。多くの冒険を経てきた犬だけに散歩が大好きで、朝の散歩は私（椎名）の、夕方の散歩は岳の担当と決まっている。名前は椎名の息子の岳にならって付けられたものだが、紛らわしいため椎名の友人たちは犬のガクを「犬ガク」、椎名の息子を「ひと岳」と呼ぶ。

## 評価
セールス

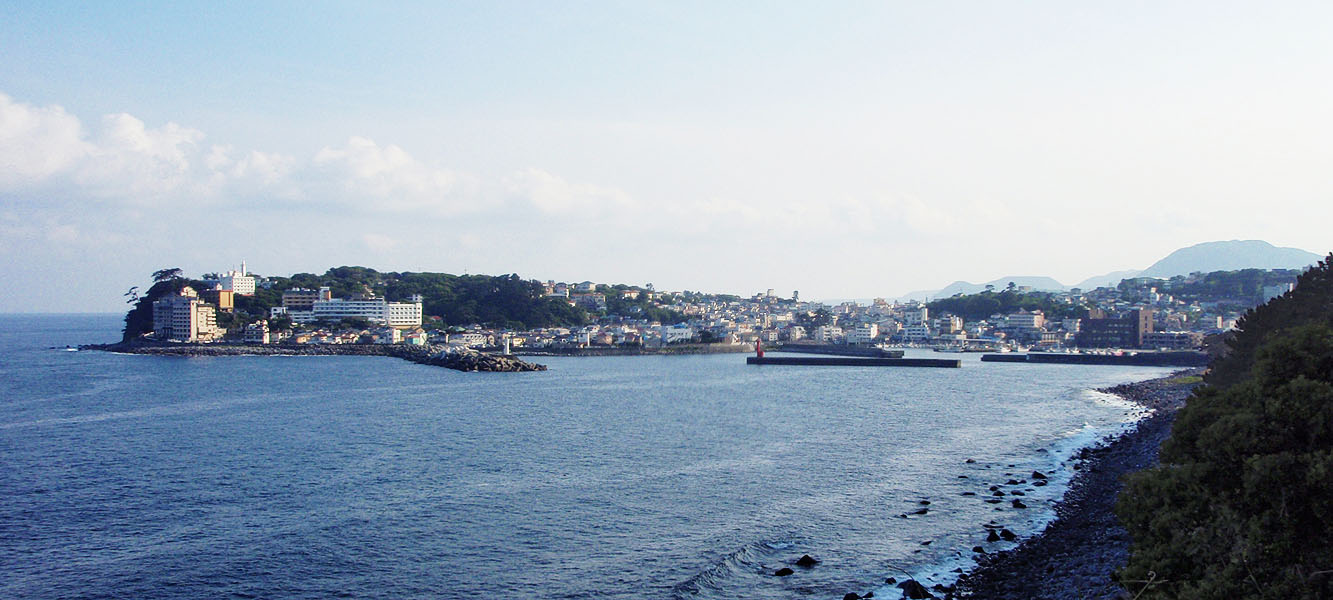
椎名が最も好きな作品と語る「二日間のプレゼント」の舞台である東伊豆の稲取。2年続けて年末年始に家を空けてしまうことになった「私」は、多忙なスケジュールの合間を縫って、岳と1泊2日の釣り旅行に出かける。

本作は正・続の単行本・文庫版累計で260万部以上（2008年時点）のヒット作となった。父子の交流と少年の成長の物語として、上述した「風呂場の散髪」のほかにも複数回学校教科書に取り上げられ、国語科の受験問題や模擬試験の題材としてもよく使用されている。
椎名誠
作者の椎名誠自身は、本作が子育てや教育の物語と捉えられたことは思わぬ評価であり、自分としては岳・自分・野田さん・ガクや、その周囲の人々による友情物語のつもりであったと語っている。椎名は雑誌連載当初、本作が単行本になることを想定していなかったために、軽く考えて主人公の名を本名のまま「岳」とした。ところが、実際には2年足らずで単行本化された上に続編まで執筆するベストセラーとなり、このことで息子の岳に対しては「書かれた当人には数々の迷惑を与えた」「作家を親にもつと子供はたまったものではない、そんなことを私もしてしまった」と述懐している。『岳物語』中の一編「二日間のプレゼント」は自身の小説で最も好きな作品と語っており（2002年時点）、また『岳物語』が3度目の教科書掲載で高校1年国語科教科書に採用された際、好きな作家である宮沢賢治の隣に並んで載ったことは、作家としての勲章であると振り返っている。
渡辺岳
父の椎名によれば、中学生時代の岳は本作に対して猛烈に怒ったという。『定本 岳物語』（1998年）の刊行に際して、当時アメリカで写真学を修めていた20代半ばの渡辺岳本人はエッセイ「「岳物語」と僕」を寄稿し、初めて自らの筆で所感を表明している。この中で渡辺は、本作の発表以後、事あるごとに「『岳物語』の岳」として他人に先入観を持って接されたこと、周囲の反応から想像される主人公の「元気はつらつの岳少年」と現実の自分自身との乖離、ある者は「親の七光」と冷たく当たりまたある者は過剰に優しく接してくる大人達の態度、そうしたものに窮屈さを感じ続け、『岳物語』を未だに読むことができていないと明かしている。父を尊敬し、また感謝もしているが、それでも『岳物語』を愛することは出来ないと語り、結びでは「本当の『岳物語』というものは、僕の心の奥深くにあり、今でもしっかりと続いているのです」と綴っている。渡辺の心境に変化が訪れたのはその後彼が結婚し家庭を持った時で、作家の父が息子を題材として書くのも当然と思うようになった、と手紙で椎名に伝えたという。
野田知佑
野田知佑は『岳物語』単行本冒頭に本作を野田に捧げる旨の一文が添えられ、岳も「もう一人の父親のようでもあり、新しい遊びを次々に教えてくれる親友のようでもありました」と慕う、誠・岳父子と本作にとって重要な人物である。野田は『続 岳物語』の文庫版解説において、敢えて作品の文学的評価を一切行わず、本作に描かれた頃の野田から見た岳の姿や、『続 岳物語』完結後の岳の成長や野田との交流を語ることに紙幅を割くことで解説に代えている。この中で野田は、高校生の頃のよく鍛え上げられた岳の肉体を見て、これは椎名が文字通り血と汗を流して作り上げたもの、と父を讃え、逞しく成長した岳に対しても「彼をボディ・ガードにして北極圏の川に行きたいものだ」「本の『岳物語』はこれで終るが、われわれの『岳物語』はこれからいよいよ面白くなる」と、彼の将来に期待を寄せている。
目黒考二
目黒考二にとって椎名は、『本の雑誌』の編集作業や東ケト会の活動などを共にする「仲間うち」の存在であり、そのために普段は敢えて椎名の著書について評することを避けていた。しかし本作については『本の雑誌』連載の読書ガイド「新刊めったくたガイド」（北上次郎名義）の中で「一度だけ禁を破る」として『岳物語』を紹介するほど気に入っている。この読書ガイドの中で目黒は『岳物語』について、親子の交流の背後に椎名自身の父親の姿をだぶらせている点、そして作品の底流に流れる、たとえ親子でも人生のある一時期しか濃密な関係を持ち得ないという哀しみを作品の魅力として挙げ、「若い父親諸君はぜひ読んでほしい」と評している。後年の椎名へのインタビューの中では、『続 岳物語』はさらに良いと評し、『岳物語』『続 岳物語』の文庫化に際して、気に入った作品なのでぜひ解説を書かせて欲しいと椎名に頼んでいたにもかかわらず、すっかり忘れられていたというエピソードを明かしている。目黒は本作が広く読者を獲得した要因について、作中の父親（椎名）は決して立派な教育者ではなく、息子に対して横暴ですぐ怒り、それを妻や友人に窘められて反省する、そうしたどこにでもいるような父親の姿に、読者が自己を投影し共感を得られたからだと分析している。また、『定本 岳物語』に収められた渡辺岳本人によるエッセイに関しても、モデルとして書かれたことの戸惑いを実に正直に書いていて素晴らしい、と評している。

## 書誌情報
- 椎名誠『岳物語』集英社、1985年5月20日。ISBN 978-4-0877-2524-7。
  - 『岳物語』集英社〈集英社文庫〉、1989年9月25日。ISBN 978-4-0874-9490-7。
- 椎名誠『続 岳物語』集英社、1986年7月25日。ISBN 978-4-0877-2569-8。
  - 『続 岳物語』集英社〈集英社文庫〉、1989年11月15日。ISBN 978-4-0874-9507-2。
- 椎名誠『定本 岳物語』集英社、1998年8月10日。ISBN 978-4-0877-4347-0。

### その後と関連作品
- 椎名誠『大きな約束』集英社、2009年2月5日。ISBN 978-4-0877-1281-0。
- 椎名誠『続 大きな約束』集英社、2009年5月1日。ISBN 978-4-0877-1282-7。

（集英社『すばる』2007年3月号 - 2008年10月号連載「いいかげんな青い空」改題）
『岳物語』正・続2冊は商業的にも大きな成功を収め、読者や椎名の友人知人から「ぜひ続編が読みたい」「面白くなるのはこれから（中学生以降）だ」といった声が多数寄せられたが、先に記した通り中学生になった岳本人の怒り、そして彼が実生活で受けた様々な迷惑に直面した椎名は、続編を書くことを止めた。岳は高校卒業後、短期間プロボクサーとして活動したのちアメリカ合衆国に渡った。サンフランシスコの大学で写真学を修めて写真関係の仕事に就き、同地で日本人女性と結婚し、一男一女の家族となった。
そうした折に、椎名が長年の『本の雑誌』編集の相棒であった目黒考二から、祖父と孫の小説を書いてはどうかと提案を受けて執筆されたのが『大きな約束』『続 大きな約束』（集英社、2009年）である。椎名は同作中で『岳物語』所収作と同じ「アゲハチョウ」と題した短編を執筆し、その中で上述のような『岳物語』第3部を執筆しなかった事情や、その後の岳の略歴について説明した。そして、第3子の出産を日本で行うために岳夫妻と2人の孫が日本にやって来るところで『続 大きな約束』は幕を閉じる。
岳一家は第3子となる次男の誕生後、東日本大震災の影響もあってそのまま日本に定住することを決め、椎名は3人の孫との関係を描いた私小説の執筆を本格的に開始した（『三匹のかいじゅう』『孫物語』『家族のあしあと』など）。それらの作品群の中では息子の本名を基本的に使わず、「彼ら（孫たち）の父親」と表現している。